# Bogserbåten Arne
Bogserbåten Arne är en svensk bogserbåt.
Bogserbåten Arne byggdes 1874 på Oskarshamns Mekaniska Verkstad & Skeppsdocka med varvsnummer 122. Hon hade ursprungligen en Oskarshamns encylindrig högtrycksångmaskin på 32 Ihk, som ersattes 1926 av en Augustendal tvåtakts motor på 30 Ehk. På 1930-talet ersattes denna i sin tur av en Svenska Maskinverken tvåcylindrig motor på 60 Ehk och 1954 av en General Motors sexcylindrig dieselmotor på 146 Ehk. Idag har hon en Scania dieselmotor på 553 hk.
Båten byggdes för C.A. Hedqvist i Piteå som passagerarångslup och döptes till Roknes, senare Roknäs. År 1875 såldes hon   till S.U. Öhman & Co i Piteå, överförd 1878 till Piteå Ångbåtsrederi AB. och senare till Ångslupsaktiebolaget Häggholmen i Piteå. 
År 1924 köptes hon av Anton Wirén i Piteå, varefter hon motoriserades och byggdes om till bogserbåt, från 1926 med namnet Arne. År 1955, nu inom Wiréns Rederi AB (senare Marine Group), sjönk fartyget efter en kollision i Munksundet i samband med att hon bröt is, men bärgades. Under många decennier drog Arne timmer på Piteälven mellan Böle och dåvarande Assi:s anläggning i Piteå. Från 1960-talet till 1986 drog hon timmer på Mälaren från Västerås, Köping och Södertälje genom Hammarbyslussen i Stockholm. 
År 1986 överfördes Arne till koncernföretaget Kalix Sjötjänst AB i Kalix, men återkom efter dess konkurs 1990-talet till Marine Group i Piteå. Från 2013 renoverades Arne omfattande på Marine Groups verkstad i Piteå och har därefter varit stationerad som bogserbåt i Värtahamnen i Stockholm.

## Bildgalleri

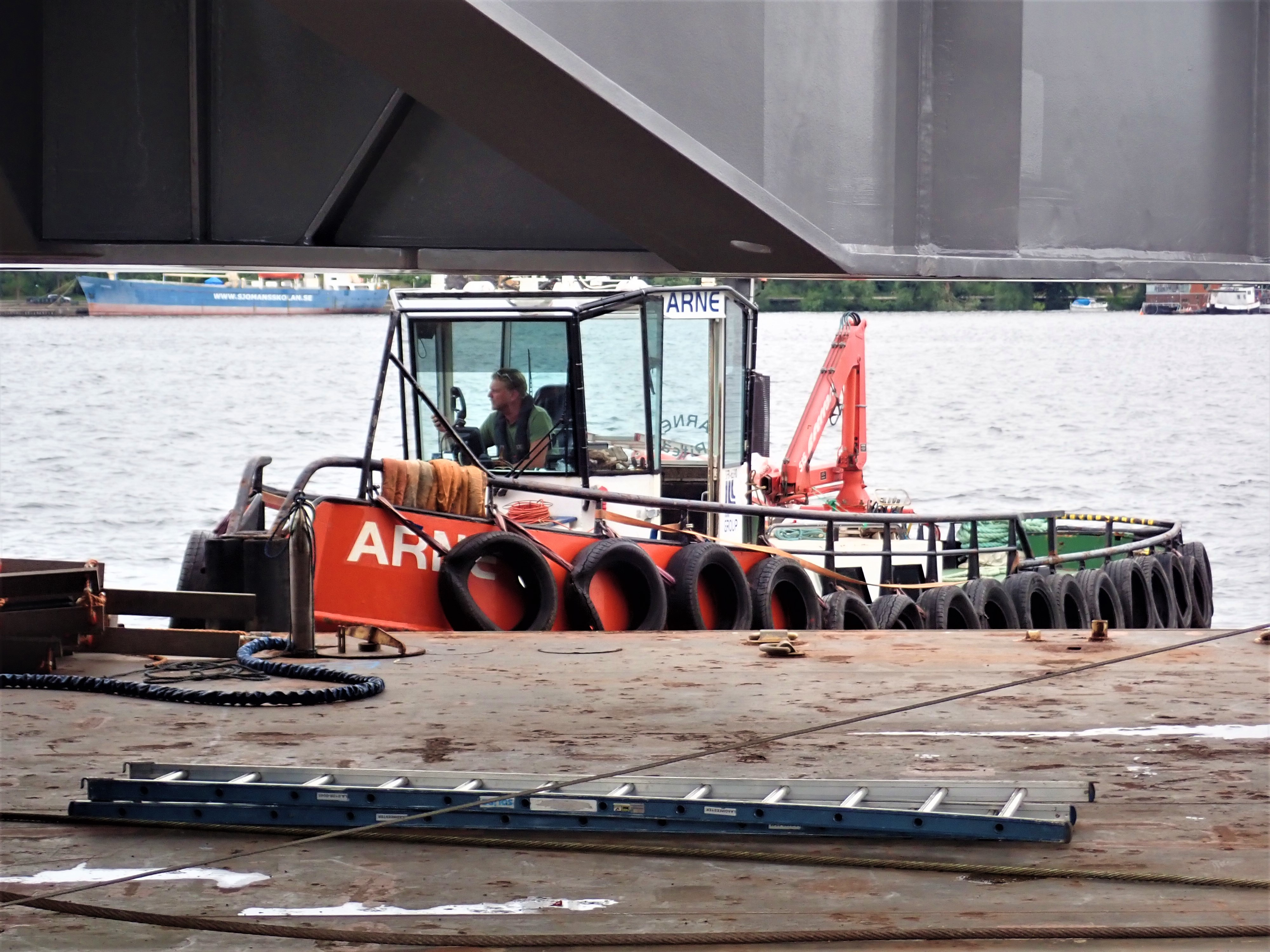
Arne deltar i juli 2020 vid transport av en del av en ny bro till den så kallade Getingmidjan i Stockholm. Här är pråmen med brodelen tillfälligt förtöjd vid Norr Mälarstrand i Riddarfjärden.
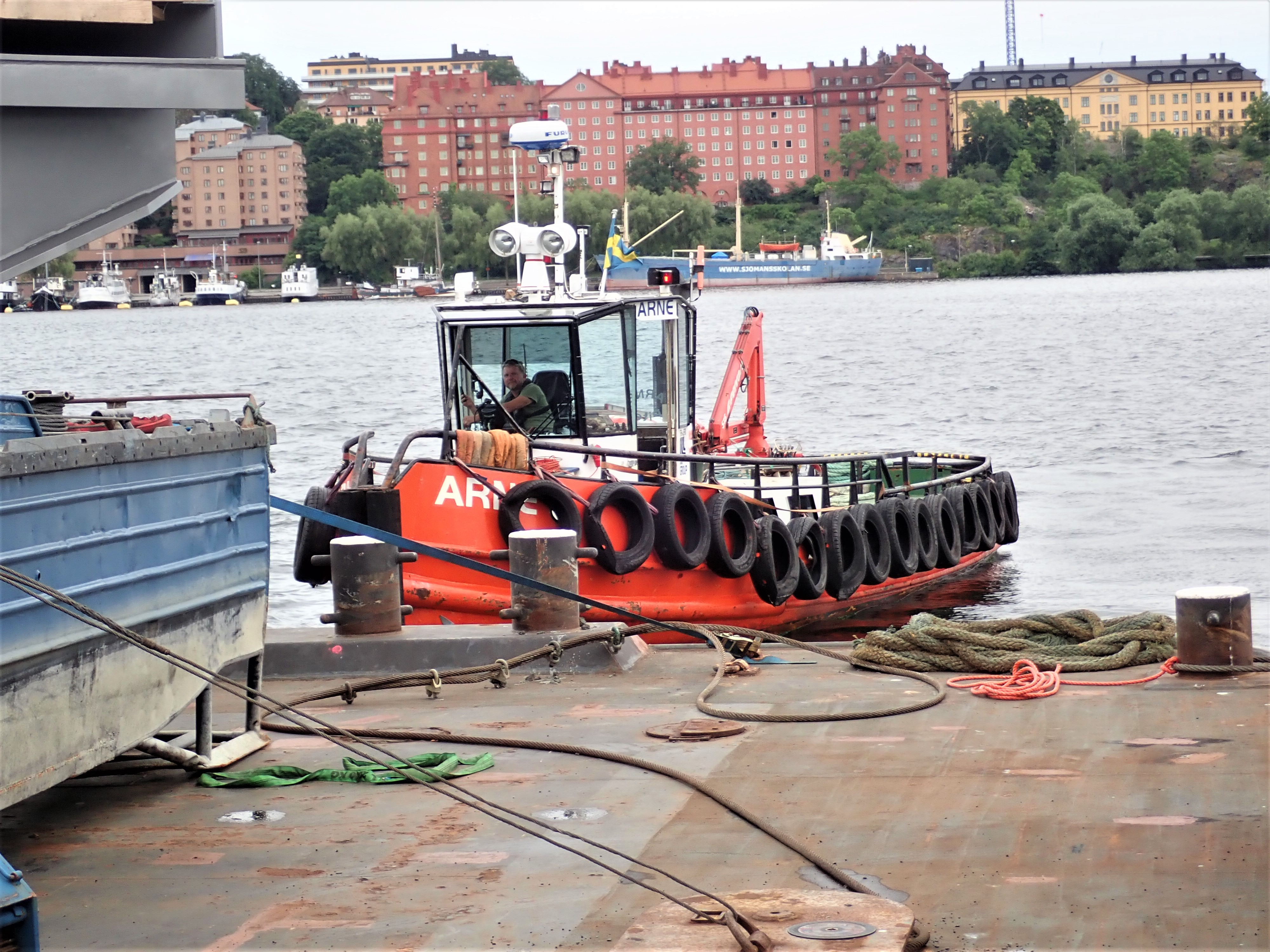
Arne  vid Norr Mälarstrand i juli 2020.
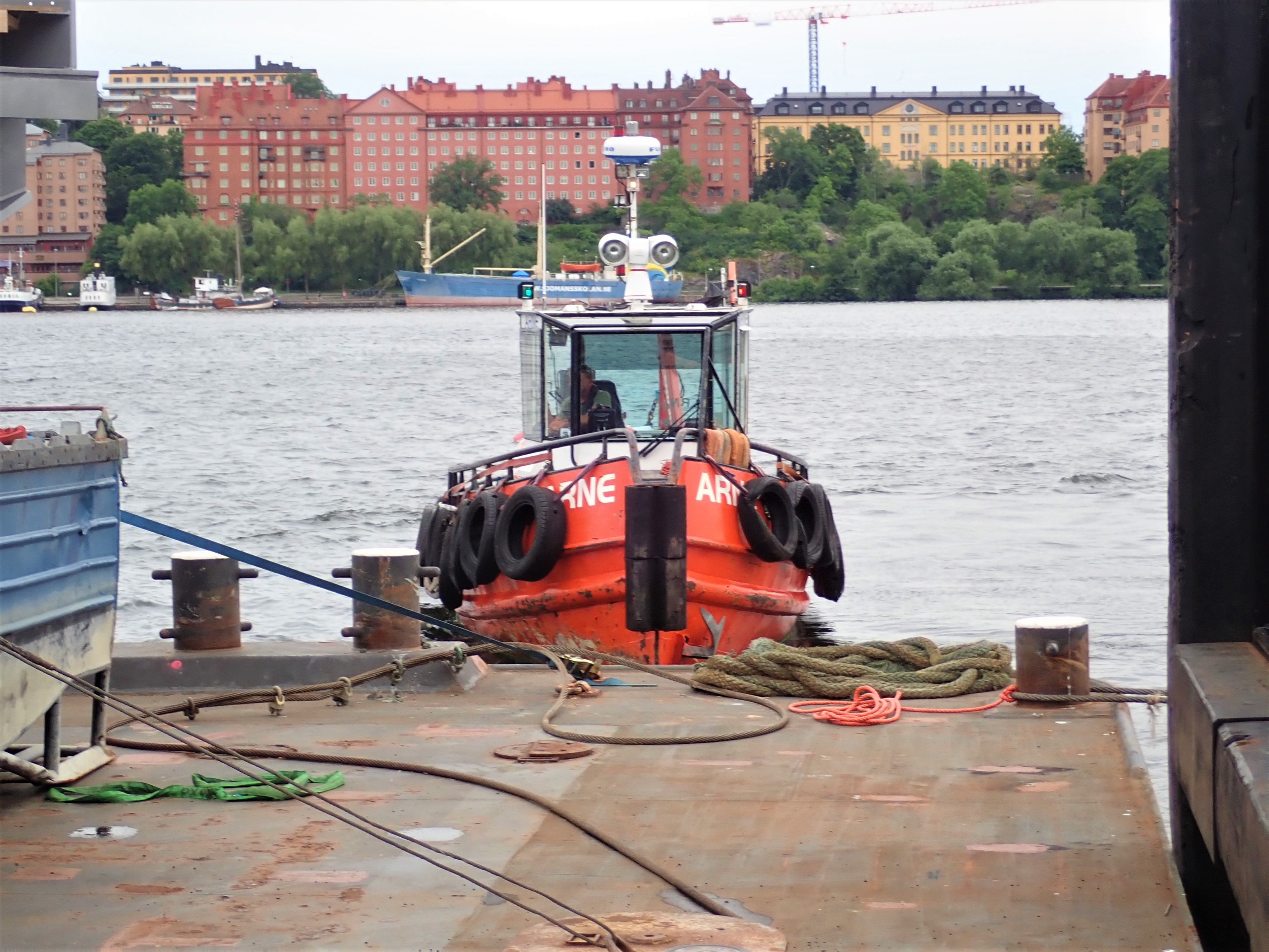
Arne rakt framifrån. Till höger bakom pråmen skymtar  bogserbåten Sea Bronco.
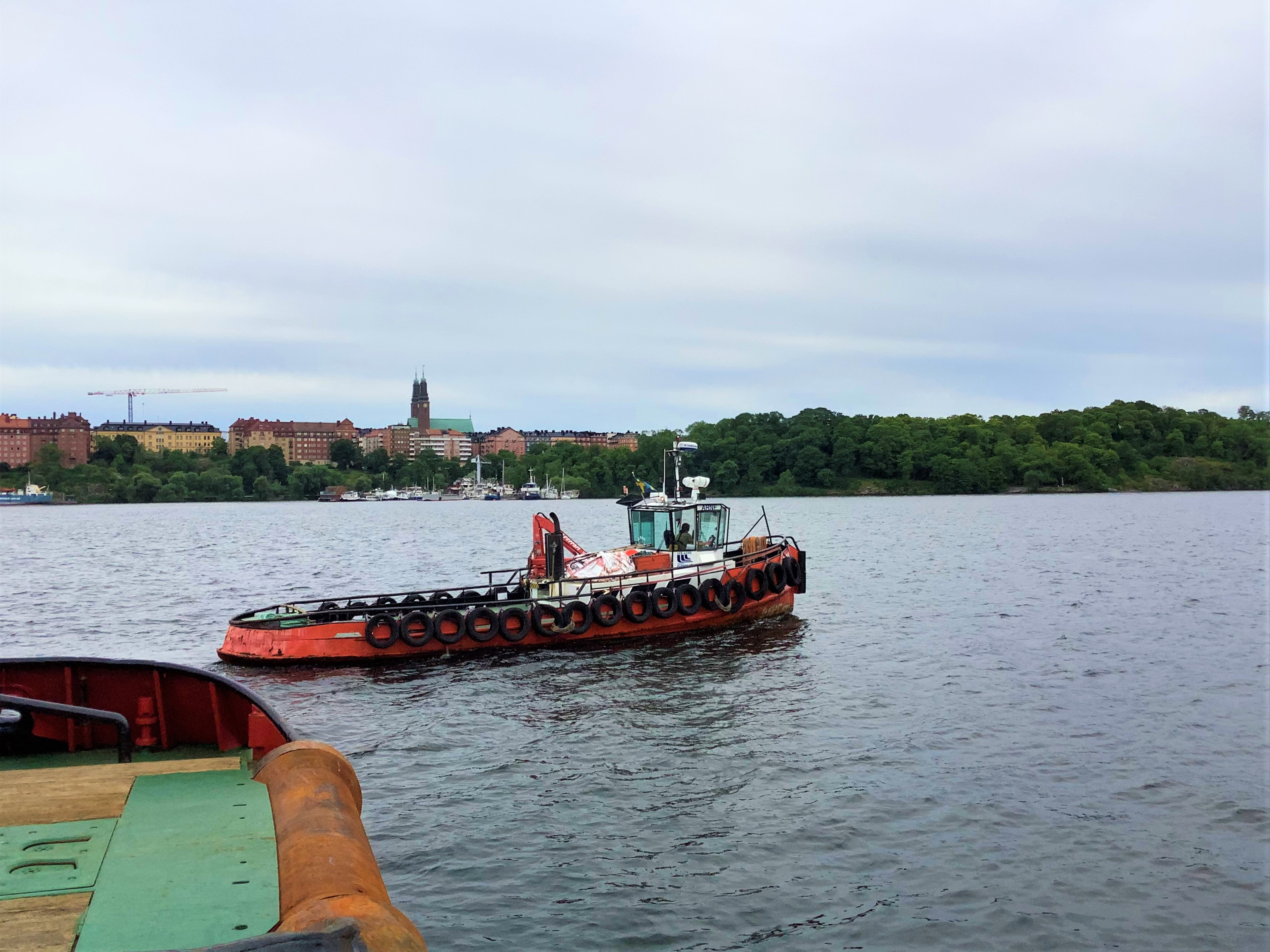
Arne.